# Imperador e Galileu
Imperador e Galileu (Kejser og Galilæer) é uma peça teatral do dramaturgo norueguês Henrik Ibsen, publicada em 1873. A peça marca o fim da fase romântica e histórica de Ibsen; a peça subsequente, Os Pilares da Sociedade, marca o início da sua fase realista.

## Enredo

### Parte 1 - A apostasia de César
Ato 1

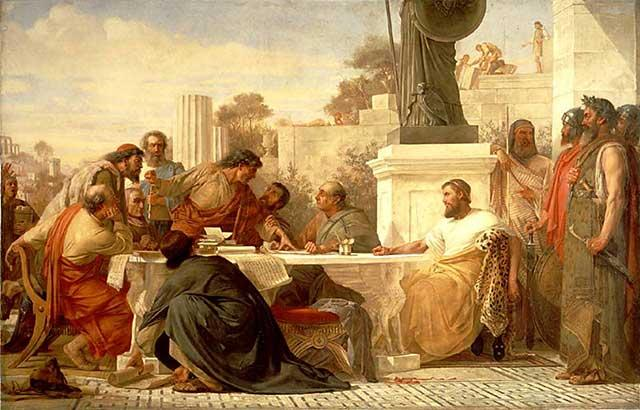
Juliano, o Apóstata presidindo uma conferência, por Edward Armitage, no Walker Art Gallery

O primeiro ato acontece na Constantinopla cristã, governada pelo Imperador Constâncio II. Os habitantes da cidade estão divididos quanto ao que é o cristianismo correto, enquanto a corte do imperador é corrupta.
Juliano, um primo do imperador Constâncio II, vive na corte da Constantinopla cristã, cercado por constante vigilância, e tem uma alma pesquisadora, que quer respostas para as questões centrais da vida. Ele é visitado por seu amigo de infância Agathon, que é um cristão honesto. Juliano, por sua vez, ama a Grécia  Antiga e se pergunta por que o cristianismo tem destruído a beleza do pensamento grego. Ele segue Libânio, seu professor em Atenas. Agathon, por outro lado, fala a Juliano sobre uma visão que teve - ele acredita que se referia a Juliano e esse concorda, na medida em que mostrou Deus designando-o para "romper com os leões".
O mentor de Juliano, um professor de teologia chamado Ekivoly, teme o impacto que o sofista Libânio possa ter sobre Juliano e assim distribui poemas pela cidade, hostis a Juliano e atribuídos a Libânio. Juliano descobre a verdade sobre os poemas, que são de Agathon, filho de um vinicultor da Capadócia.
Constâncio anuncia a sua vontade - seu herdeiro será seu primo Gallus, meio-irmão de Juliano - e o banimento de Libânio para Atenas. Juliano, em seguida, pede permissão para estudar em Pérgamo, concedida por Constâncio, embora pareça ser um desejo estranho. No entanto, sem o conhecimento de Constâncio, Juliano vai para Atenas.
Ato 2
O segundo ato se passa em Atenas, onde Juliano fala com Libânio e com os padres Basílio de Cesareia e Gregório de Nazianzo, que exercem cada vez menos influência sobre ele. Os três são membros do círculo intelectual que se reúne em torno de Juliano, e ele se torna popular na Academia Grega, participando de discussões e debates. Juliano torna-se, porém, desencantado com o seu professor, e não encontra o que ele estava realmente procurando - a verdade. Ele ouve rumores de um místico chamado Máximo, e decide deixar Atenas para encontrá-lo.
Ato 3
Este ato ocorre em Éfeso, onde o místico Máximo criou um meio misterioso para Juliano se comunicar com o outro mundo e, assim, descobrir o significado de sua vida. Aqui Juliano encontra pela primeira vez uma voz na luz, dizendo-lhe que ele deve "estabelecer o reino da liberdade". A voz também afirma que "liberdade e necessidade são uma coisa só" e que Juliano deverá fazer "o que for preciso", e fala de um "terceiro reino" que está por vir. Juliano tem uma visão dos dois grandes negadores, Caim e Judas Iscariotes. Imediatamente chega a notícia de que o herdeiro ao trono imperial, Gallus, está morto e que Juliano foi nomeado César do Império Romano. Juliano leva isso como um sinal de que ele irá estabelecer o reino referido na visão.
Ato 4
Este ato ocorre em Lutetia, onde Juliano fez-se impopular com o imperador por causa de um equívoco causado por um chefe tribal local, que veio a pagar-lhe tributo como "César". Gallus é suspeito de tentar assassinar o imperador, e assim Juliano chega ao poder. Ele se casa com Helena, irmã de Constâncio e filha de Constantino, mas não usufrui de sua vida familiar por muito tempo — os assassinos de Constâncio envenenam Helena em uma conspiração, e em seus delirantes momentos finais, ela revela a Juliano ter amado seu irmão morto, e que havia traído Constâncio. Os soldados convencem Juliano a ir para Constantinopla e tomar o poder.
Ato 5
O ato acontece em Viena, onde Juliano está à espera de notícias das intrigas em torno do leito do imperador enfermo e novidades a partir do místico Máximo. O ato é uma longa luta, que termina com Juliano, finalmente, fazendo uma completa rejeição do cristianismo em favor do neo-platonismo puro. Termina com ele fazendo uma oferenda para Helio, enquanto é proclamado imperador do Império Romano.

### Parte 2 - O imperador Juliano
Depois de se tornar imperador, Juliano revela o seu compromisso com o paganismo. Ele não só restaura os templos pagãos, mas também restringe os direitos dos cristãos e abertamente os persegue enquanto eles se rebelam.

## Histórico
A peça foi concebida por Ibsen em 1864, e durante os quatro anos que passou em Roma, de 1864 a 1868, ele recolheu material histórico. Mudou-se da Itália para a Dresden, Alemanha, em 1868, até começar a escrever a peça em 1871, sendo finalmente concluída e publicada em 1873. Foi planejada e escrita, portanto, durante nove anos.
Inicialmente, Ibsen planejara a peça em três partes, sendo a primeira intitulada "Juliano e seus amigos em sabedoria". Essa parte foi concluída até o final de 1871. A segunda parte, intitulada "A apostasia de Juliano", terminou em 1872, e começou a terceira parte, "Juliano no trono imperial", mas decidiu combinar as duas primeiras partes, que finalmente se tornaram a primeira parte da obra, "A Apostasia de César", em cinco atos. A terceira parte, que se tornou parte II, "O imperador Juliano", também foi escrita em cinco atos, no período entre 21 de novembro de 1872 e 13 de fevereiro de 1873.
Ibsen a considerava como sua principal obra, mas, embora o próprio Ibsen sempre tenha olhado essa peça como a pedra angular de sua obra inteira, muito poucos partilharam a sua opinião, e suas obras seguinte seriam muito mais aclamadas. Atualmente passou a ser, porém, melhor considerada pelos críticos.

## Estreia teatral

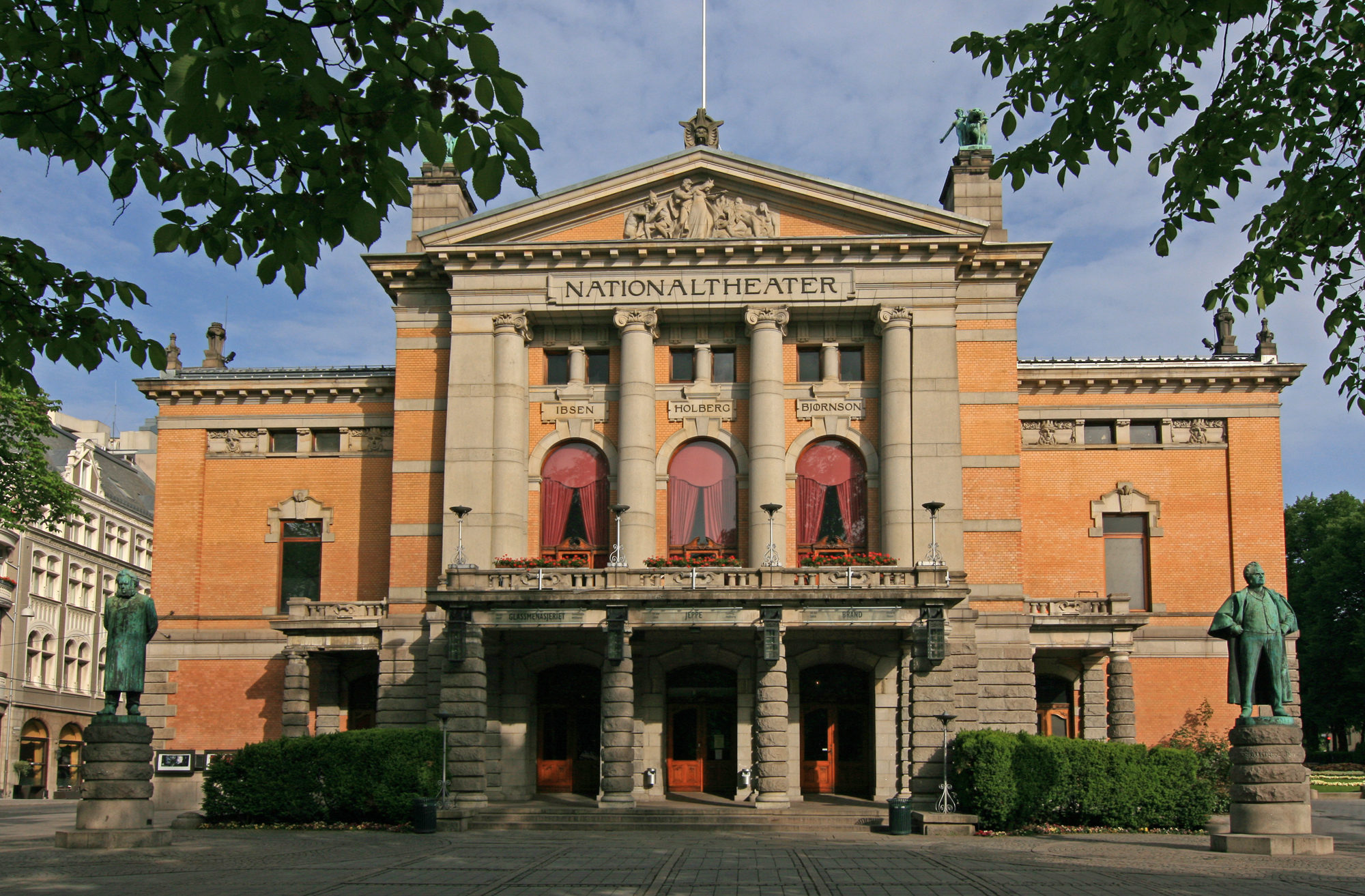
Nationaltheatret, em Oslo, onde a peça "O Imperador e Galileu" estreou na Noruega, em 1903. Ladeando o teatro, as estátuas de Henrik Ibsen e Bjørnstjerne Bjørnson.

Como no caso de Brand e Peer Gynt, "Imperador e Galileu" parece não ter sido escrito para o palco, pois um drama com dez atos ambientados no Império Romano do século IV era difícil de ser realizado e de agradar tanto os diretores de teatro como as audiências. Várias adaptações da peça, porém, encontraram seu caminho para o palco.
A peça estreou no "Stadttheater", em Leipzig, a 5 de dezembro de 1896. A adaptação consistiu em seis atos e foi um trabalho de Leopold Adler. O desempenho durou quatro horas, e foi dito que causou uma impressão muito forte - embora os críticos encontraram um grande número de pontos fracos.
A primeira apresentação na Noruega foi no Nationaltheatret, em Oslo, a 30 de março de 1903. Desta vez, apenas a primeira parte, "A Apostasia de César", foi encenada.

## Publicação
"Imperador e Galileu" apareceu nas livrarias em 16 de outubro de 1873, pela Gyldendalske Boghandel (F. Hegel), em Copenhague. A primeira edição consistia de 4000 exemplares e foi rapidamente vendida, e em 16 de dezembro do mesmo ano, foi feita uma reedição de 2000 exemplares.

## Traduções

### Tradução para a língua inglesa
Em inglês, a tradução foi feita por Michael Meyer na década de 1960, e revista em 1980, mas não foi realizada no palco, apesar de ter sido transmitida na BBC Radio 3 em 30 de março de 1990, com Robert Glenister interpretando Juliano.
A primeira apresentação em inglês foi de uma nova versão criada por Ben Power, no National Theatre, em Londres, a 9 de junho de 2011: Juliano foi interpretado por Andrew Scott, e Ian McDiarmid interpretou Maximus.

### Tradução em língua portuguesa
2008: Fernando Paz. Conforme o diretor Sérgio Ferrara, que produziu a peça "Imperador e Galileu" em 2008, esta é a primeira tradução deste texto no Brasil, feita por Fernando Paz. O texto, que é inédito no Brasil, nunca havia sido encenado ou mesmo traduzido no país.

## Características

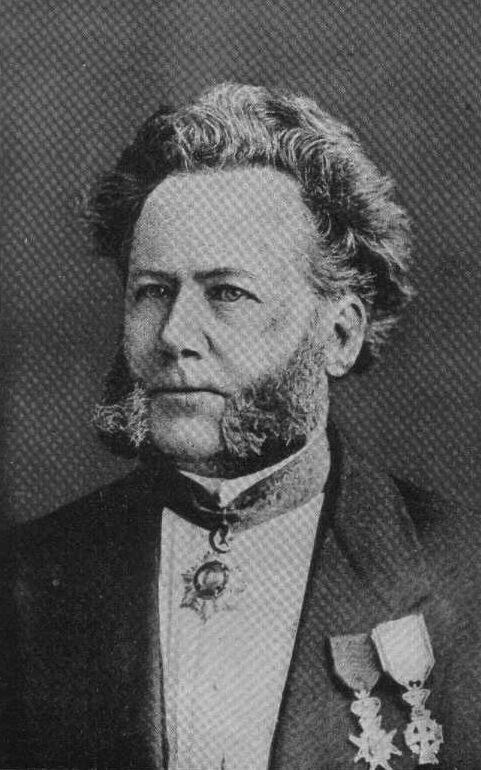
Henrik Ibsen, autor de "Imperador e Galileu"

Em extensão, "Imperador e Galileu" é a maior peça de Ibsen, dividindo-se em duas partes, cada uma com cinco atos. A peça é tão longa que, quando foi levada para ser representada na Alemanha, teve de ser bipartida, sendo representada em duas noites.
O enredo dramatiza a vida e os tempos do imperador romano Juliano, o Apóstata, que viveu entre os anos 331 e 363, cujo desejo era trazer o império de volta aos antigos valores romanos.
Última peça que pertence ao período histórico e romântico de Ibsen, que a chamou de "drama mundial em duas partes", dirigindo-se à ordem mundial, ao estado de fé, e ao que constitui um governo ideal, entrelaçando estas três questões umas com as outras, com a personalidade de Juliano e com uma reconstrução artística da época histórica. Origina-se a ideia de um "Terceiro Império", posta na boca do filósofo Máximo, como um ideal moral e político formado por uma espécie de síntese entre o reino da carne no paganismo, e o reino da espírito do cristianismo. O autor escreve que o futuro tinha de ser marcada por tal síntese, visualizando-o como uma comunidade de desenvolvimento harmonioso e de nobre liberdade, produzindo uma sociedade na qual nenhuma pessoa pode oprimir outra e que esse futuro tinha de ser atingido por uma revolução no espírito e um renascimento interno. No entanto, a vida real que ele apresenta na peça sugere que essas idéias são apenas sonhos idealistas, e que o choque do paganismo e do cristianismo cria apenas sofrimento. Há especulações sobre o fato de esta peça ter sido inspiração para Hitler e o "Terceiro Reich".

## Considerações críticas
Para Carpeaux, a peça apresenta a luta entre paganismo e cristianismo, e Ibsen empresta sua voz ao mago Maximus, que fala de “uma esperança vaga, de um reino além das forças em luta, de um terceiro reino, em que o sonho pagão-cristão de Goethe, do segundo Fausto, seria realizado”.
Carpeaux observa, também, que a peça é apoiada nos estudos históricos anti-cristãos de David Friedrich Strauss e Bruno Bauer, e nela Ibsen continua “a luta dos românticos franceses e dos radicais alemães contra o passadismo, o culto do passado”.
Ruggero Jacobbi, em seu comentário “Introdução a Ibsen”, considera que “Imperador e Galileu” é “sua obra pior, porém mais interessante do ponto de vista ideológico”.

## Imperador e Galileu no Brasil

### 2008
Em São Paulo, a peça foi apresentada no Teatro imprensa e no SESC Santana, protagonizada por Caco Ciocler, Sylvio Zilber, Abrahão Farc, Nelson Peres, Julio Machado, Joaz Campos, Ronaldo Oliva, Igor Kovalewski, Liza Scavone e Dan Rosseto, com direção de Sérgio Ferrara. Em Porto Alegre, foi encenado no teatro do CIEEE.